# الكسندر جاكوب
الكسندر جاكوب (بالإنجليزية: Alexander Jacob)‏ هو ضابط شرطة هندي، ولد في 25 مايو 1955.